# Associazione Sportiva Varazze 1941-1942
Questa voce raccoglie le informazioni riguardanti l'Associazione Sportiva Varazze nelle competizioni ufficiali della stagione 1941-1942.

## Rosa
| N. |                   | Ruolo | Calciatore          |
| -- | ----------------- | ----- | ------------------- |
|    | Italia (bandiera) | D     | Salvatore Avvenente |
|    | Italia (bandiera) | A     | G. Bruzzone         |
|    | Italia (bandiera) | A     | C. Bellotto         |
|    | Italia (bandiera) | C     | Giuseppe Carissimi  |
|    | Italia (bandiera) | A     | E. Ceporina         |
|    | Italia (bandiera) | C     | Angelo Dagnino      |
|    | Italia (bandiera) | D     | Luigi Dodi          |
|    | Italia (bandiera) | C     | C. Ferro            |
|    | Italia (bandiera) | A     | Giuseppe Francia    |
|    | Italia (bandiera) | A     | Nicolò Frumento     |
|    | Italia (bandiera) | A     | M. Germanogli       |

| N. |                   | Ruolo | Calciatore           |
| -- | ----------------- | ----- | -------------------- |
|    | Italia (bandiera) | D     | Luigi Ghersi         |
|    | Italia (bandiera) | D     | Mario Nervi          |
|    | Italia (bandiera) | A     | Aldo Palombella      |
|    | Italia (bandiera) | D     | Agostino Parodi      |
|    | Italia (bandiera) | P     | Domenico Patrone     |
|    | Italia (bandiera) | D     | Guglielmo Pedrinetti |
|    | Italia (bandiera) | D     | Luigi Poggi          |
|    | Italia (bandiera) | P     | Arturo Remaggi       |
|    | Italia (bandiera) | A     | Luciano Testa        |
|    | Italia (bandiera) | C     | D. Volpone           |
|    | Italia (bandiera) | A     | Teodoro Zanini       |